# Овал (Пенсільванія)
Овал (англ. Oval) — переписна місцевість (CDP) в США, в окрузі Лайкомінг штату Пенсільванія. Населення — 366 осіб (2020).

## Географія
Овал розташований за координатами 41°9′8″ пн. ш. 77°10′28″ зх. д. / 41.15222° пн. ш. 77.17444° зх. д. (41.152235, -77.174487).  За даними Бюро перепису населення США в 2010 році переписна місцевість мала площу 2,84 км², уся площа — суходіл.

## Демографія
Згідно з переписом 2010 року, у переписній місцевості мешкала 361 особа в 140 домогосподарствах у складі 111 родини. Густота населення становила 127 осіб/км².  Було 142 помешкання (50/км²).
Расовий склад населення:
| - 99,4 % — білих - 0,3 % — корінних американців - 0,3 % — азіатів |

До двох чи більше рас належало 0,0 %. Частка іспаномовних становила 0,0 % від усіх жителів.
За віковим діапазоном населення розподілялося таким чином: 24,1 % — особи молодші 18 років, 56,8 % — особи у віці 18—64 років, 19,1 % — особи у віці 65 років та старші. Медіана віку мешканця становила 44,2 року. На 100 осіб жіночої статі у переписній місцевості припадало 106,3 чоловіків;  на 100 жінок у віці від 18 років та старших — 101,5 чоловіків також старших 18 років.
Середній дохід на одне домашнє господарство  становив 70 403 долари США (медіана — 64 464), а середній дохід на одну сім'ю — 77 258 доларів (медіана — 66 111). За межею бідності перебувало 1,9 % осіб, у тому числі 0,0 % дітей у віці до 18 років та 0,0 % осіб у віці 65 років та старших.
Цивільне працевлаштоване населення становило 212 осіб. Основні галузі зайнятості: виробництво — 18,9 %, освіта, охорона здоров'я та соціальна допомога — 18,9 %, оптова торгівля — 9,0 %, роздрібна торгівля — 9,0 %.